# 10004 Igormakarov
10004 Igormakarov este un asteroid din centura principală, descoperit pe 2 noiembrie 1975, de Tamara Smirnova.